# Agogo (Ghana)
Agogo es una ciudad de la región de Ashanti de Ghana. En marzo de 2000 tenía una población censada de 28 271 habitantes.
Se encuentra ubicada en el centro-sur del país, cerca de la ciudad de Kumasi, del lago Bosumtwi y al oeste del lago Volta. 